# 黑根费尔德
黑根费尔德是德国莱茵兰-普法尔茨州的一个市镇。总面积5.89平方公里，总人口495人，其中男性231人，女性264人（2011年12月31日），人口密度84人/平方公里。